# Neominniza
Genre
Neominniza est un genre de pseudoscorpions de la famille des Garypinidae.

## Distribution
Les espèces de ce genre sont endémiques du Chili.

## Liste des espèces
Selon Pseudoscorpions of the World (version 3.0) :
- Neominniza divisa Beier, 1930
- Neominniza halophila Beier, 1964

## Publication originale
- Beier, 1930 : Alcuni Pseudoscorpioni esotici raccolti dal Prof. F. Silvestri. Bollettino del Laboratorio di Zoologia Generale e Agraria del R. Istituto Superiore Agrario in Portici, vol. 23, p. 197-209.